# Араун
Араун (валл. Arawn) — в валлийской мифологии король потустороннего мира Аннуна.

## Мифы об Арауне
В первой ветви Мабиноги Пуйлл на охоте отгоняет встреченных им гончих Арауна от затравленного оленя, чтобы подпустить своих. Появившийся Араун воспринимает это как оскорбление и требует возмещения. Он предлагает Пуйллу поменяться местами на год и один день, чтобы тот победил Хавгана, с которым Араун ежегодно сражается, но не может победить. Араун же занимает место Пуйлла, лорда Диведа. Под личиной Арауна Пуйлл мог пользоваться всем, что было во дворе Арауна, включая его жену, но за весь год он ни разу к ней не притронулся, хотя ночевал с ней в одной постели. По истечении года Араун, вернувшись на свой трон, убедился в честности Пуйлла, что послужило залогом дальнейшей крепкой дружбы. Пока Араун исполнял обязанности Пуйлла, он также не злоупотребил доверием, и правил мудро и справедливо, так что по возвращении Пуйлла, придворные просили его ничего не менять, из того, что Араун успел устроить.
В валлийском фольклоре «гончие Аннуна» неслись по небесам осенью, зимой и ранней весной. Лай гончих доносился криком мигрирующих диких гусей, а их добычей были потерянные души, которые отправлялись в Аннун. Как бы то ни было, сам Араун не относится к этой традиции, а гончими правит старуха Маллт-и-Нос. Позже миф был христианизирован, чтобы описать «поимку человеческих душ и отправку грешных душ в Аннун», и в христианской традиции Аннун стал ассоциироваться с адом.

## Происхождение имени
Ссылаясь на Коха, имя Араун могло произойти от библейского имени Аарон, имени брата Моисея, которое в конечном счете восходит к древнееврейскому имени и означает «возвеличенный». Имя Аарон было распространено в Уэльсе во времена римлян, что показано Гильдой, который писал: «Аарон и Юлий были христианскими мучениками из Urbs Legionis („город легиона“, возможно Карлеон) во времена императора Диоклетиана». Тем не менее, из-за этимологической схожести и связи с охотой, Арауна иногда ассоциируют с галльским богом Цернунном.